# Newag

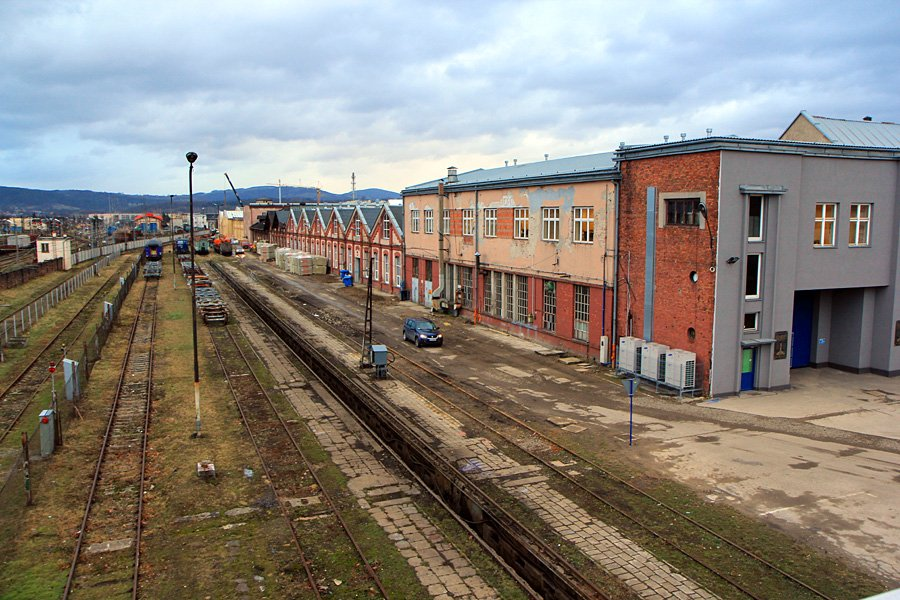
Teren i hale Newagu (2016)

NEWAG – polskie przedsiębiorstwo produkcyjne (spółka akcyjna) specjalizujące się w produkcji zespołów trakcyjnych i lokomotyw elektrycznych, oraz modernizacji lokomotyw spalinowych, dawniej również elektrycznych, i wagonów pasażerskich. Główna siedziba spółki znajduje się w Nowym Sączu, zakład powstał jako warsztaty kolejowe, założone w 1876 roku, a w latach 1952–2005 funkcjonował jako Zakłady Naprawcze Taboru Kolejowego (ZNTK) Nowy Sącz. W latach 2008-2016 w Gliwicach znajdował się Zamiejscowy Wydział Produkcji Lokomotyw Elektrycznych. Pojazdy wyprodukowane przez Newag eksploatowane są w Polsce i we Włoszech. 

## Historia

### Lata 1876–1952
W 1876 w Nowym Sączu powstały Cesarsko-Królewskie Warsztaty Kolei, stanowiące zaplecze techniczno-remontowe dla nowo wybudowanej tarnowsko-leluchowskiej linii kolejowej, która przebiegała przez to miasto.
W latach 1880–1912 zakłady były stopniowo rozbudowywane. W czasie I wojny światowej warsztaty nie uległy zniszczeniu oraz uzyskały nową specjalność związaną z naprawą i produkcją pociągów pancernych na potrzeby armii austro-węgierskiej.
W 1918 zakłady wyremontowały pierwszą w niepodległej Polsce lokomotywę parową serii 308. Do 1920 działalność warsztatów została rozszerzona o remonty i naprawy taboru dla przewoźników cywilnych, a w 1922 zmieniono nazwę na Warsztaty Główne I klasy Nowy Sącz. Przedsiębiorstwo, w którym zatrudnienie sięgało 1800 pracowników, podzielono na trzy wydziały: parowozowy, wagonowy i mechaniczny.
W przededniu wybuchu II wojny światowej przeprowadzono ewakuację części personelu i urządzeń warsztatowych do Stanisławowa. Po zajęciu Nowego Sącza przez Niemców zakłady rozbudowano, a w 1944 zatrudnienie w warsztatach wynosiło 6000 pracowników. Kilka miesięcy przed wyzwoleniem Niemcy rozebrali i wywieźli większość maszyn i urządzeń oraz zniszczyli około połowy budynków. Część narzędzi ukrytych przez pracowników na terenie warsztatów udało się uratować, dzięki czemu już w dwa tygodnie po wyzwoleniu było możliwe ich odgruzowywanie i odbudowa oraz uruchomienie profilu naprawczego.
W 1950 zakłady otrzymały nazwę Przedsiębiorstwo Polskie Koleje Państwowe, Warsztaty Mechaniczne Nr 3 w Nowym Sączu, a rok później zmieniono ją na Zakłady Naprawcze Parowozowo-Wagonowe Nr 3 w Nowym Sączu.

### Okres ZNTK (1952–2005)
W 1952, po wyłączeniu warsztatów ze struktur PKP, przekształcono je w samodzielne przedsiębiorstwo i nadano im nową nazwę Zakłady Naprawcze Taboru Kolejowego Nowy Sącz. W latach 50. na terenie zakładu wybudowano pięć schronów Terenowej Obrony Przeciwlotniczej dla pracowników. Obecnie wszystkie te obiekty zostały wyburzone.
W 1963 zakłady zostały uchwałą Rady Ministrów wytypowane do napraw taboru spalinowego, w 1966 przystosowano je do napraw spalinowych pojazdów trakcyjnych, a rok później rozpoczęły naprawy lokomotyw serii SM30. W czerwcu 1972 miało miejsce uroczyste pożegnanie ostatniego naprawionego parowozu TKt48-166 i w tym samym roku naprawiono pierwszą lokomotywę spalinową serii SM42. W 1977 rozpoczęto przygotowania do uruchomienia napraw lokomotyw serii SP42, SM48 i SM31. Zakłady były w tym okresie monopolistą w kraju w zakresie remontów parowozów wąskotorowych (których liczbę jednak w latach 70. starały się ograniczać z uwagi na małą opłacalność, co prowadziło do przyspieszonej eliminacji trakcji parowej na kolejach wąskotorowych).
W 1982 nastąpiło ponowne wcielenie zakładów do struktur PKP, a w 1991 znów stały się one samodzielnym przedsiębiorstwem państwowym podległym Ministerstwu Transportu. W tym samym roku w ZNTK Nowy Sącz rozpoczęto modernizacje wagonów osobowych, a do 1996 wdrożono do napraw głównych połączonych z modernizacją wszystkie typy wagonów osobowych eksploatowanych wówczas przez PKP.
6 września 1994 Minister Przekształceń Własnościowych wydał akt notarialny przekształcający zakłady w jednoosobową spółkę akcyjną skarbu państwa. W 1995 akcje spółki wniesiono do narodowych funduszy inwestycyjnych, a pakiet większościowy do X NFI Foksal.
Na początku 2001 ZNTK Nowy Sącz znalazły się w trudnej sytuacji finansowej związanej z ograniczoną liczbą zamówień. W czerwcu tego roku, decyzją rady nadzorczej zakładu, zmieniono jego zarząd i rozpoczęto proces restrukturyzacji. W tym samym roku oddano do eksploatacji pierwszą naprawioną lokomotywę elektryczną EU07-379. W 2003 akcje spółki zostały nabyte przez prywatnego inwestora oraz wdrożono system zapewniania jakości ISO 9001:2001.
W 2004 nastąpiło oddanie do eksploatacji pierwszego naprawionego i zmodernizowanego w ZNTK Nowy Sącz EZT serii EN57 o numerze 1806. W tym samym roku zakłady nawiązały współpracę z General Electric, co wiązało się z wyposażeniem hal produkcyjnych ZNTK w nowe urządzenia.

### Newag (od 2005)

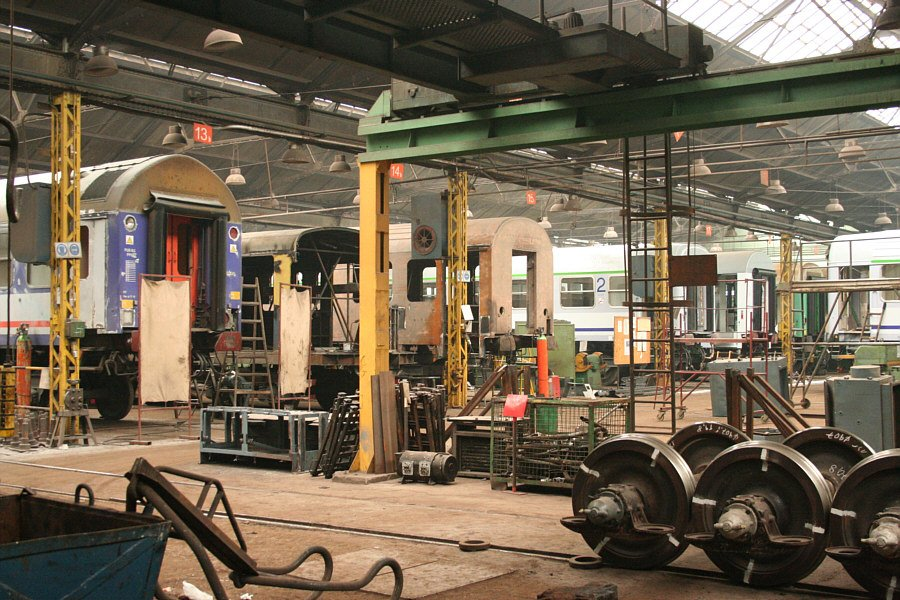
Wnętrze hali Newagu (2007)

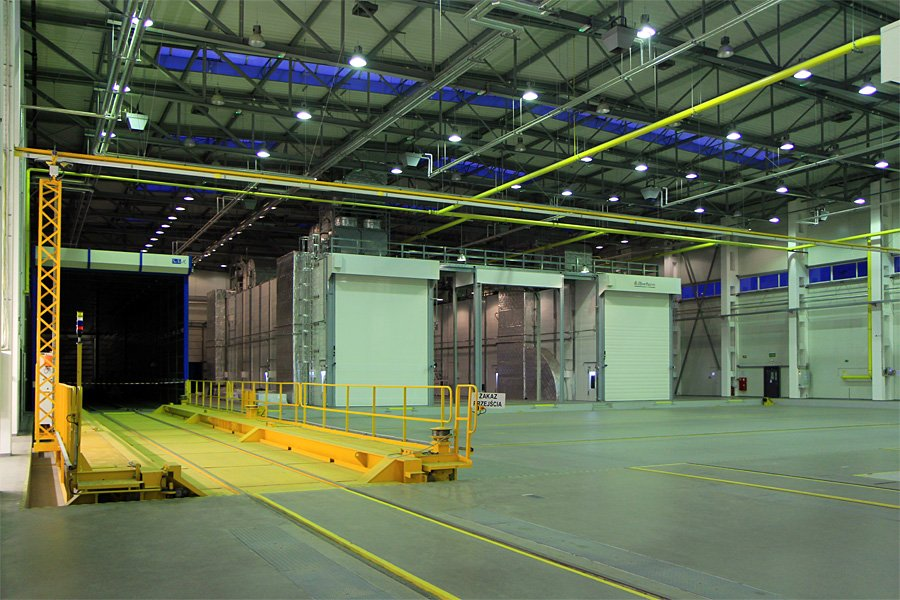
Lakiernia (2016)

W 2005 nazwa spółki została zmieniona na Newag. Zbiegło się to w czasie z przekazaniem do eksploatacji pierwszego naprawionego w Nowym Sączu EZT serii EN71 oraz przekazaniem Szybkiej Kolei Miejskiej Sp. z o.o. w Warszawie nowo wyprodukowanego EZT 14WE-01. W 2007 przekazano LHS pierwszą zmodernizowaną lokomotywę 311D.
W 2008 Newag nabył pakiet większościowy akcji Zakładów Naprawczych Lokomotyw Elektrycznych Gliwice (spółka zmieniła później nazwę na Newag Gliwice).
W 2009 pojazd 19WE otrzymał świadectwo typu. Rok później pierwsza zmodernizowana lokomotywa 16D została przekazana LHS, pierwszą lokomotywę 6Dg dostarczono PKP Cargo, SKM Warszawa otrzymał 4 pojazdy 19WE, a także wyprodukowano i dostarczono pierwsze pojazdy spalinowe serii SA137 i SA138 zamówione przez Urząd Marszałkowski Województwa Pomorskiego. W 2012 wyprodukowano pierwszy niskopodłogowy EZT serii 35WE należący do rodziny Newag Impuls oraz pierwszy tramwaj 126N Nevelo. W 2013 skład 31WE Impuls osiągnął na Centralnej Magistrali Kolejowej prędkość 211,6 km/h, ustanawiając rekord Polski dla pojazdów zaprojektowanych i wyprodukowanych wyłącznie w Polsce.
5 grudnia 2013 Newag zadebiutował na Giełdzie Papierów Wartościowych w Warszawie, przy czym w ramach debiutu sprzedano akcje stanowiące 43,47% kapitału zakładowego spółki. 1 czerwca 2015 spółka Taurus Capital Investments kupiła 53 proc. akcji, będących dotychczas własnością Bogdana Borka, Zbigniewa Jakubasa, Zbigniewa Konieczka i Wiesława Piwowara.
2 lutego 2015 zakończono proces podziału spółki zależnej (Newagu Gliwice), w ramach którego kluczowa część majątku przedsiębiorstwa, czyli aktywa związane z produkcją, naprawą, modernizacją oraz dzierżawą pojazdów szynowych, przeniesiona została na spółkę matkę (Newag), a w Gliwicach utworzony został Zamiejscowy Wydział Produkcji Lokomotyw Elektrycznych. W spółce zależnej Newag Gliwice pozostawiona została zorganizowana część przedsiębiorstwa prowadząca działalność w zakresie zarządzania majątkiem mieszkaniowym – Gliwice Property Managment.
W styczniu 2016 została oddana do użytku nowa lakiernia. W czerwcu 2016 podjęta została decyzja, że produkcja lokomotyw zostanie przeniesiona z Gliwic do Nowego Sącza.

## Działalność

### Elektryczne zespoły trakcyjne
Newag (do 2005 ZNTK Nowy Sącz), bazując na doświadczeniach przy modernizacji EZT serii EN57 i EN71, w 2005 podjął się budowy pierwszego EZT własnej produkcji – 14WE – do którego produkcji wykorzystano części ze skasowanych EN57. 8 sztuk zostało zakupionych przez nowo powstałą SKM Warszawa, a jeden został wykorzystany jako pociąg papieski.
Pierwszym całkowicie nowym składem powstałym w Newagu był czteroczłonowy 19WE, którego 4 sztuki zakupiła SKM Warszawa. Podczas testów skład został próbnie wydłużony do 6 członów i w takiej konfiguracji otrzymał oznaczenie 20WE.
W 2011 rozpoczęła się produkcja trzeciego typu EZT z Newagu – 35WE Impuls. Jest to sześcioczłonowy skład, również przeznaczony dla SKM Warszawa. W grudniu 2012 ukończono produkcję pierwszego egzemplarza czteroczłonowej wersji Impulsa – 31WE. 5 takich składów zakupiły Koleje Dolnośląskie. 15 maja 2013 Newag podpisał z województwem warmińsko-mazurskim umowę na dostawę pierwszego dwuczłonowego impulsa 37WE – a 3 lipca z województwem podkarpackim na dostawę trójczłonowego impulsa 36WE. W listopadzie podpisano z Kolejami Mazowieckimi pierwszy kontrakt na 5-członowe Impulsy. 10 grudnia 2015 Newag podpisał pierwszy kontrakt na dostawę Impulsów za granicę – do Włoch, dla Ferrovie del Sud Est. Do 2022 wyprodukowano dwieście pojazdów.

### Spalinowe zespoły trakcyjne
We wrześniu 2009 samorząd województwa pomorskiego ogłosił przetarg na 2- i 3-członowe spalinowe zespoły trakcyjne. Newag, chcąc wejść na nowy rynek, we współpracy z krakowskim przedsiębiorstwem EC Engineering zaprojektował takie pojazdy – odpowiednio 220M i 221M – i rozpoczął ich produkcję w lutym 2010, jeszcze przed podpisaniem 21 maja umowy z samorządem województwa pomorskiego. Pierwszy z wyprodukowanych 221M wyjechał na tory we wrześniu 2010, na targi InnoTrans w Berlinie.
W późniejszym czasie Newag sprzedał jeszcze 2 sztuki 220M województwu opolskiemu, 1 sztukę 220M województwu lubuskiemu, 1 sztukę 221M województwu śląskiemu oraz 4 sztuki 220M Przewozom Regionalnym.
18 czerwca 2013 Newag podpisał z Kolejami Mazowieckimi umowę sprzedaży jednego dwuczłonowego SZT 222M, którego od wcześniejszego 220M odróżnia, między innymi, spełnienie czterech scenariuszy zderzeniowych, wynikających z norm TSI.
3 grudnia 2013 Newag podpisał umowę z przewoźnikiem Ferrovia Circumetnea na dostawę 4 wąskotorowych SZT Vulcano, z możliwością rozszerzenie do 10 sztuk.

### Tabor metra
W lutym 2011 Siemens w konsorcjum z Newagiem podpisał umowę na dostawę 35 składów Inspiro dla metra w Warszawie, z których 10 pierwszych zostało całkowicie wyprodukowanych w zakładach Siemensa w Wiedniu, a pozostałe 25 przeszło ostateczny montaż w Nowym Sączu. W latach 2011–2012, specjalnie na potrzeby tego zamówienia, Newag zbudował nową halę. Budynek ten już na etapie projektowania traktowano jako uniwersalny, dlatego poza kontraktami na tabor metra w hali tej realizowany jest finalny montaż wszystkich produkowanych pojazdów.
28 września 2015 konsorcjum Siemensa i Newagu otrzymało kolejne zamówienie na składy Inspiro, tym razem od metra w Sofii.

### Lokomotywy elektryczne
W 2009 roku w gliwickim oddziale Newagu powstał pierwszy egzemplarz sześcioosiowej lokomotywy Dragon, a w 2012 roku pierwszej czteroosiowej Griffin. W 2011 roku STK zakupiło 4 Dragony, a w 2012 roku Lotos Kolej 5 sztuk lokomotyw sześcioosiowych.
W czerwcu 2016 podjęta została decyzja o przeniesieniu produkcji lokomotyw z Gliwic do Nowego Sącza. Na przełomie 2016 i 2017 na terenie Newagu trwała budowa nowej hali na potrzeby produkcji lokomotyw i równolegle rozpoczęta została produkcja pierwszego nowosądeckiego Dragona. W 2017 zakłady przystąpiły także do budowy pierwszego Griffina. W lipcu 2018 roku Newag zaprezentował Dragona 2 (unowocześnioną wersją Dragona), będącego pierwszą w Europie 6-osiową lokomotywą elektryczną zgodną z Technicznymi Specyfikacjami Interoperacyjności (TSI 2014).

### Lokomotywy spalinowe
W 2007 roku Newag przekazał do użytku pierwsze zmodernizowane lokomotywy spalinowe: 6Dg (modernizacja lokomotywy manewrowej Ls800/6D produkowanej w Fabloku) i 311D (modernizacja lokomotywy liniowej M62 produkowanej w Ługańsku). W 2010 roku przedsiębiorstwo wykonało pierwszą modernizację manewrowo-liniowej lokomotywy TEM2, która po modernizacji otrzymuje typ 15D lub 16D (w zależności od rozstawu szyn). W okresie od lipca 2014 do maja 2015 producent wykonał dla PKP Intercity po 10 modernizacji lokomotyw typu 6D do typów 6Dl i 18D. W listopadzie 2015 Newag podpisał umową na modernizację lokomotyw M62 eksploatowanych na Ukrainie.
Spółka ma również w swojej ofercie spalinową wersję lokomotyw Dragon i Griffin.

### Wagony osobowe
Newag modernizuje i remontuje wagony osobowe wszystkich typów. W 2011 w Newagu w ramach modernizacji kuszetki 134Ab (o prędkości maksymalnej 160 km/h) dostosowano ją do prędkości 200 km/h. W 2013 roku, w ramach modernizacji przedziałowych wagonów 111A, powstał 168A – bezprzedziałowy wagon przystosowany do przewozu osób niepełnosprawnych na wózkach inwalidzkich. W 2017 roku w ramach modernizacji wagonów tego samego typu powstało natomiast 16 wagonów 168A dostosowanych do przewozu rowerów.

### Tramwaje
Przedsiębiorstwo w czasach ZNTK Nowy Sącz realizowało naprawy główne tramwajów typu 105N dla MPK Kraków.
W marcu 2012 Newag ukończył produkcję prototypowego egzemplarza swojego pierwszego tramwaju o nazwie Nevelo. Jedyna dotychczas wybudowana sztuka tego pojazdu odbyła 25 czerwca 2013 pierwszy liniowy kurs z pasażerami na pokładzie, a później była użytkowana przez MPK Kraków.

### Zestawienie wyprodukowanych pojazdów
| elektryczne zespoły trakcyjne | elektryczne zespoły trakcyjne | elektryczne zespoły trakcyjne | elektryczne zespoły trakcyjne | elektryczne zespoły trakcyjne | elektryczne zespoły trakcyjne | elektryczne zespoły trakcyjne | elektryczne zespoły trakcyjne | elektryczne zespoły trakcyjne | elektryczne zespoły trakcyjne | elektryczne zespoły trakcyjne | elektryczne zespoły trakcyjne | elektryczne zespoły trakcyjne | elektryczne zespoły trakcyjne | elektryczne zespoły trakcyjne | elektryczne zespoły trakcyjne | elektryczne zespoły trakcyjne | elektryczne zespoły trakcyjne |
| ----------------------------- | ----------------------------- | ----------------------------- | ----------------------------- | ----------------------------- | ----------------------------- | ----------------------------- | ----------------------------- | ----------------------------- | ----------------------------- | ----------------------------- | ----------------------------- | ----------------------------- | ----------------------------- | ----------------------------- | ----------------------------- | ----------------------------- | ----------------------------- |
| 14WE Halny                    | 19WE                          | 31WE Impuls                   | 35WE Impuls                   | 36WE Impuls                   | 36WEa Impuls                  | 37WE Impuls                   | 39WE                          | 45WE Impuls                   | Inspiro                       | 31WEb Impuls II               | 31WEba Impuls II              | 31WEbb Impuls II              | 36WEd Impuls II               | 36WEdb Impuls II              | 37WEa Impuls II               | 45WEa Impuls II               | Suma                          |
| 9                             | 4                             | 50                            | 10                            | 1                             | 50                            | 3                             | 6                             | 38                            | 25                            | 9                             | 6                             | 28+                           | 14                            | 8                             | 9                             | 15                            | 280+                          |
| hybrydowe zespoły trakcyjne   |                               |                               |                               |                               |                               |                               |                               |                               |                               |                               |                               |                               |                               |                               |                               |                               |                               |
| 36WEh Impuls II               | 36WEha Impuls II              | 36WEhb Impuls II              |                               |                               |                               |                               |                               |                               |                               |                               |                               |                               |                               |                               |                               |                               | Suma                          |
| 24                            | 5                             | 8                             |                               |                               |                               |                               |                               |                               |                               |                               |                               |                               |                               |                               |                               |                               | 37+                           |
| spalinowe zespoły trakcyjne   |                               |                               |                               |                               |                               |                               |                               |                               |                               |                               |                               |                               |                               |                               |                               |                               |                               |
| 36WEhd Impuls II              | 220M                          | 221M                          | 222M                          | 226M Vulcano                  |                               |                               |                               |                               |                               |                               |                               |                               |                               |                               |                               |                               | Suma                          |
| 2                             | 9                             | 5                             | 6                             | 4+                            |                               |                               |                               |                               |                               |                               |                               |                               |                               |                               |                               |                               | 26+                           |
| lokomotywy elektryczne        |                               |                               |                               |                               |                               |                               |                               |                               |                               |                               |                               |                               |                               |                               |                               |                               |                               |
| E4MSU Griffin                 | E4MSUa Griffin                | E4DCU Griffin                 | E4DCUd Griffin                | E6ACT Dragon                  | E6ACTd Dragon                 | E6ACTa Dragon                 | E6ACTab Dragon                | E6ACTadb Dragon               | E6ACTad Dragon                | E6MST Dragon                  |                               |                               |                               |                               |                               |                               | Suma                          |
| 1                             | 13+                           | 55+                           | 5                             | 9                             | 6                             | 16                            | 23                            | 8                             | 9                             | 24                            |                               |                               |                               |                               |                               |                               | 169+                          |
| tramwaje                      |                               |                               |                               |                               |                               |                               |                               |                               |                               |                               |                               |                               |                               |                               |                               |                               |                               |
| 126N Nevelo                   |                               |                               |                               |                               |                               |                               |                               |                               |                               |                               |                               |                               |                               |                               |                               |                               | Suma                          |
| 1                             |                               |                               |                               |                               |                               |                               |                               |                               |                               |                               |                               |                               |                               |                               |                               |                               | 1                             |

| elektryczne zespoły trakcyjne                                                                     | elektryczne zespoły trakcyjne | elektryczne zespoły trakcyjne | elektryczne zespoły trakcyjne | elektryczne zespoły trakcyjne | elektryczne zespoły trakcyjne | elektryczne zespoły trakcyjne | elektryczne zespoły trakcyjne | elektryczne zespoły trakcyjne | elektryczne zespoły trakcyjne | elektryczne zespoły trakcyjne | elektryczne zespoły trakcyjne | elektryczne zespoły trakcyjne | elektryczne zespoły trakcyjne | elektryczne zespoły trakcyjne | elektryczne zespoły trakcyjne | elektryczne zespoły trakcyjne |
| ------------------------------------------------------------------------------------------------- | ----------------------------- | ----------------------------- | ----------------------------- | ----------------------------- | ----------------------------- | ----------------------------- | ----------------------------- | ----------------------------- | ----------------------------- | ----------------------------- | ----------------------------- | ----------------------------- | ----------------------------- | ----------------------------- | ----------------------------- | ----------------------------- |
| EN57                                                                                              | EN71                          |                               |                               |                               |                               |                               |                               |                               |                               |                               |                               |                               |                               |                               |                               | Suma                          |
| 96                                                                                                | 3                             |                               |                               |                               |                               |                               |                               |                               |                               |                               |                               |                               |                               |                               |                               | 99                            |
| lokomotywy elektryczne                                                                            |                               |                               |                               |                               |                               |                               |                               |                               |                               |                               |                               |                               |                               |                               |                               |                               |
| EU07 303Eb                                                                                        | EU07 303Ec                    | EP07P 303Eb                   | EP09 104Ec                    | EM10 405Em                    | 3E-100                        | ET22 201El                    | ET22 201Ek                    | ET22 201Em                    | EL2                           |                               |                               |                               |                               |                               |                               | Suma                          |
| 23                                                                                                | 1                             | 5                             | 34+                           | 4                             | 9                             | 17                            | 20                            | 28                            | 3                             |                               |                               |                               |                               |                               |                               | 144+                          |
| lokomotywy spalinowe                                                                              |                               |                               |                               |                               |                               |                               |                               |                               |                               |                               |                               |                               |                               |                               |                               |                               |
| 6Dg                                                                                               | 6Dl                           | 15D/16D                       | 18D                           | 311D                          |                               |                               |                               |                               |                               |                               |                               |                               |                               |                               |                               | Suma                          |
| 213+                                                                                              | 10                            | 140+                          | 10                            | 48                            |                               |                               |                               |                               |                               |                               |                               |                               |                               |                               |                               | 420+                          |
| + – produkowane są dalsze pojazdy danego typu / przeprowadzana są dalsze modernizacje danego typu |                               |                               |                               |                               |                               |                               |                               |                               |                               |                               |                               |                               |                               |                               |                               |                               |

1. 1 2  Produkcja Inspiro prowadzona jest w ramach konsorcjum z Siemensem.

## Prezentacje na targach

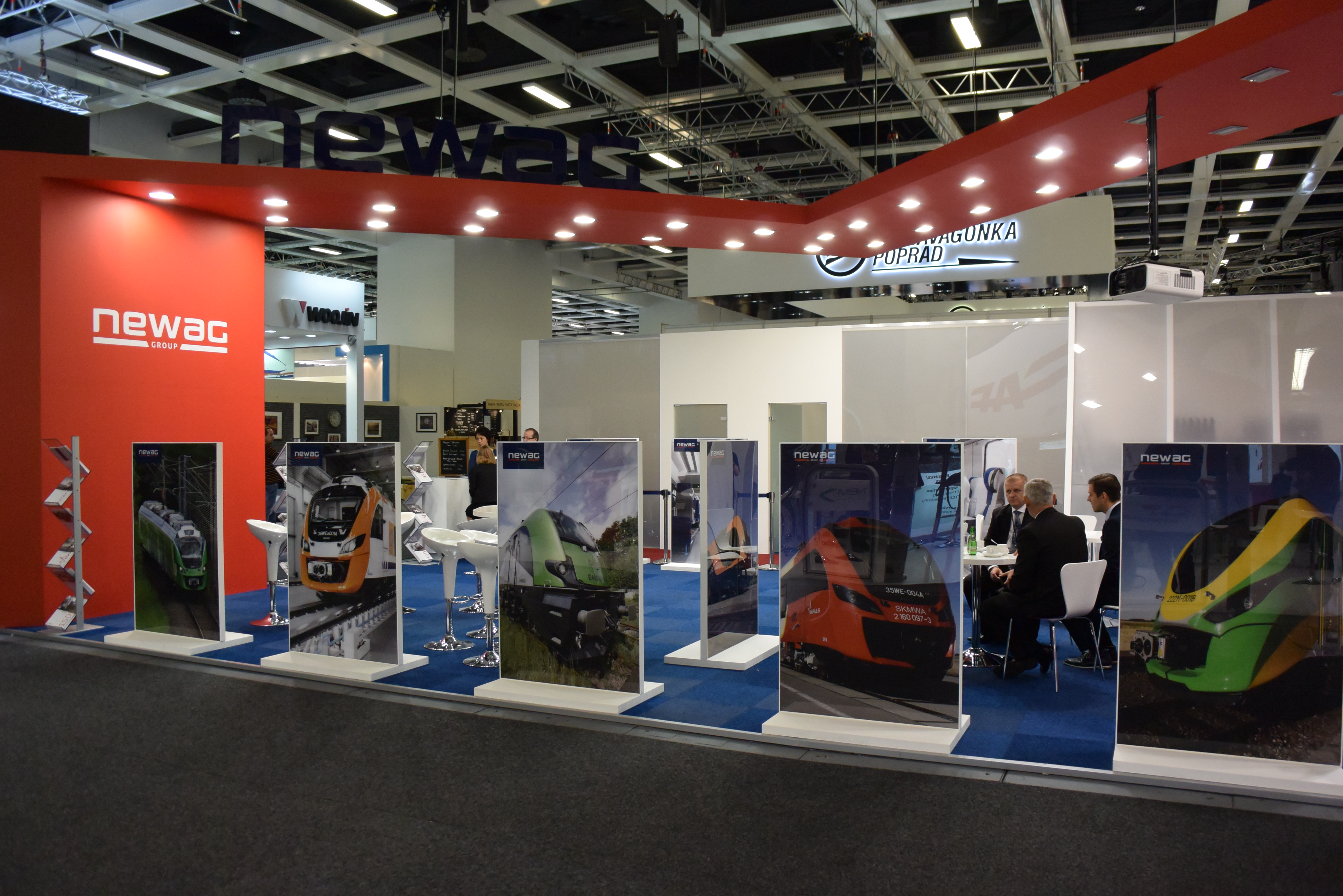
Stoisko na InnoTrans 2014

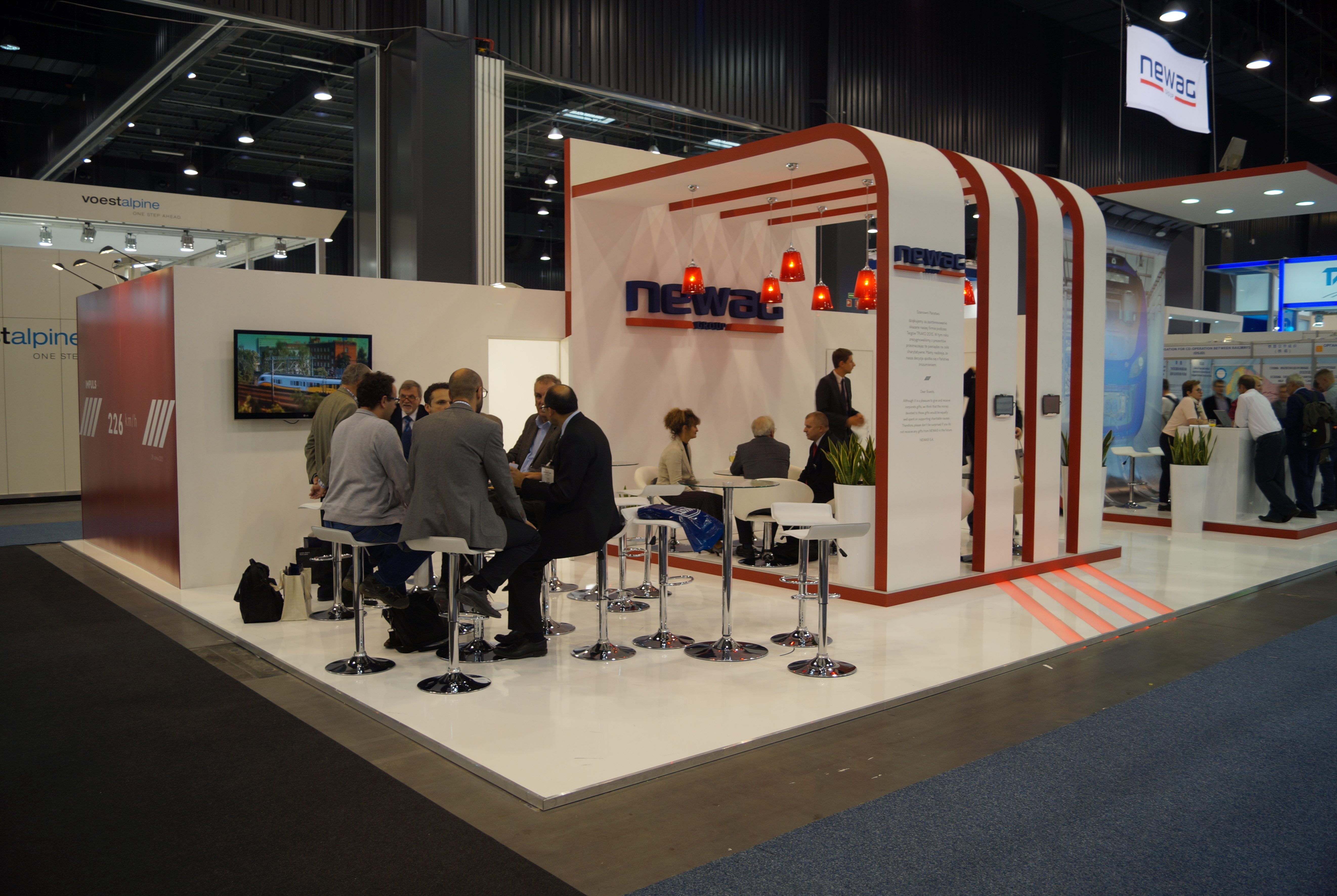
Stoisko na Trako 2015

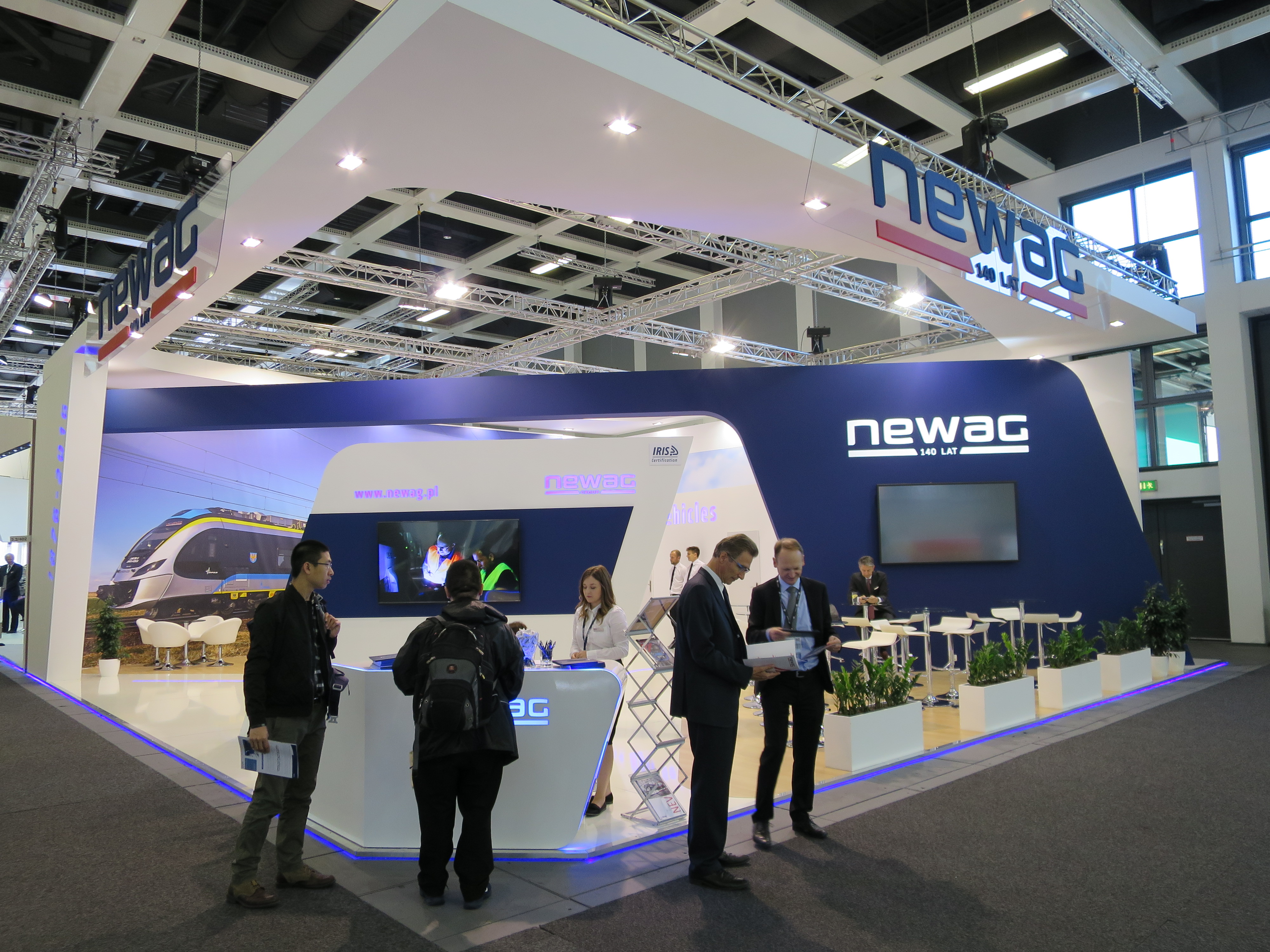
Stoisko na InnoTrans 2016

| Rok  | Targi     | EZT                       | SZT                      | Lokomotywa elektryczna                           | Lokomotywa spalinowa        | Wagon                              |                 |
| ---- | --------- | ------------------------- | ------------------------ | ------------------------------------------------ | --------------------------- | ---------------------------------- | --------------- |
| 2005 | Trako     | 14WE Halny (14WE-02)      |                          |                                                  |                             |                                    | [ 112 ]         |
| 2007 | Trako     |                           |                          |                                                  | 6Dg (6Dg-01) 311D (311D-04) |                                    | [ 113 ]         |
| 2008 | InnoTrans | 19WE (19WE-01)            |                          |                                                  | 311D (311D-03)              |                                    | [ 114 ]         |
| 2009 | Trako     | EN71AC (EN71AC-045)       |                          | E6ACT Dragon                                     | 6Dg (SM42-1501)             |                                    | [ 50 ] [ 115 ]  |
| 2010 | InnoTrans |                           | 221M (221M-01)           | E6ACT Dragon                                     |                             |                                    | [ 39 ]          |
| 2011 | Trako     |                           | 220M (SA137-001)         | E6ACT Dragon                                     |                             | kuszetka 134Ac (57 51 51-40 001-8) | [ 116 ]         |
| 2012 | InnoTrans | 35WE Impuls (35WE-004)    |                          | E4MSU Griffin                                    | 16D (16D-009)               |                                    | [ 117 ]         |
| 2013 | Trako     | 31WE Impuls (31WE-005)    |                          | E4MSU Griffin (E4MSU-001)                        | 15D (ST48-002)              | osobowy 168A                       | [ 118 ] [ 119 ] |
| 2014 | InnoTrans | 36WEa Impuls (36WEa -011) | 222M (222M-001)          | E6ACT Dragon (E6ACT-008)                         |                             |                                    | [ 120 ]         |
| 2015 | Trako     | 45WE Impuls (45WE-010)    |                          | E6ACT Dragon (E6ACT-008)                         |                             |                                    | [ 121 ]         |
| 2016 | InnoTrans | 36WEa Impuls (EN63A-028)  |                          | E6ACTd Dragon (E6ACTd-101)                       |                             |                                    | [ 122 ] [ 123 ] |
| 2017 | Trako     | 36WEb Impuls (36WEb-002)  |                          | E4DCUd Griffin (E4DCUd-002)                      |                             | osobowy 168A                       | [ 124 ] [ 125 ] |
| 2018 | InnoTrans | 36WEd Impuls (36WEb-002)  |                          | E6ACTa Dragon (E6ACTa-001)                       |                             |                                    | [ 126 ]         |
| 2019 | Trako     | 36WEh Impuls (36WEh-001)  | 36WEh Impuls (36WEh-001) | EU160 Griffin (EU160-003) ET26 Dragon (ET26-001) |                             |                                    | [ 127 ] [ 128 ] |
| 2022 | InnoTrans | 36WEh Impuls (EN63H-008)  | 36WEh Impuls (EN63H-008) |                                                  |                             |                                    | [ 129 ]         |
| 2023 | Trako     |                           |                          | E4MSUa Griffin (E4MSUa-002)                      |                             |                                    | [ 130 ]         |
| 2024 | InnoTrans |                           |                          | EU200 Griffin (EU200-010)                        |                             |                                    | [ 131 ]         |

## Współpraca z oświatą i nauką
Newag współpracuje z Politechniką Krakowską. W ramach tej współpracy prowadzone są projekty badawczo-rozwojowe i dydaktyczne. W 2017 roku Newag został patronem nowej specjalności na Wydziale Mechanicznym – Inżynieria Pojazdów Szynowych.
Newag współpracuje również z Narodowym Centrum Badań i Rozwoju, które przyznało mu następujące dotacje:
| Nazwa projektu | Pojazd | Kwota dotacji    |                 |
| --- | ------ | ---------------- | --------------- |
| Opracowanie tramwaju nowej generacji na potrzeby transportu miejskiego | Nevelo | 5 mln zł         | [ 134 ]         |
| Pierwsza na świecie rodzina autonomicznych, rekonfigurowanych, bimodalnych pojazdów trakcyjnych przeznaczonych do realizacji przewozów w ruchu pasażerskim międzyregionalnym, regionalnym i aglomeracyjnym, spełniających wymagania Technicznych Specyfikacji Interoperacyjności TSI |        | 15 mln zł        | [ 135 ]         |
| Pierwsza na świecie 4-osiowa lokomotywa z zaawansowanymi spalinowo-elektrycznymi wielosystemowymi układami napędowymi zgodna z TSI 2014 |        | 12,5 mln zł 0 zł | [ 136 ] [ 137 ] |

## Wyniki finansowe
Źródła:.

## Nagrody i wyróżnienia
- 2010 – tytuł Firmy 20-lecia przyznany przez Polski Klub Biznesu[8].
- 2012 – tytuł Innowator 2012 przyznany przez tygodnik Wprost[149].
- 2014 – tytuł Diament Forbesa – 2. miejsce w województwie małopolskim i 8. w Polsce pod względem przeciętnego rocznego wzrostu wartości[150].
- 2014 – tytuł Lider Małopolski 2013 przyznany przez Stowarzyszenie Gmin i Powiatów Małopolski[151].
- 2014 – tytuł Inwestor Roku przyznany na VII Forum Inwestycyjnym w Tarnowie[152].
- 2015 – tytuł Diament Forbesa – 3. miejsce w województwie małopolskim i 20. w Polsce pod względem przeciętnego rocznego wzrostu wartości[153].
- 2015 – Małopolska Nagroda Gospodarcza 2015 w kategorii Duży Przedsiębiorca[154].
- 2015 – tytuł Najbardziej innowacyjna firma kolejowa w Europie przyznany w pierwszej edycji konkursu ERCI Innovation Awards[155].

## Kontrowersje
5 grudnia 2023 roku informatycy z grupy Dragon Sector ujawnili, iż oprogramowanie kilkunastu elektrycznych zespołów trakcyjnych Impuls zostało celowo napisane wadliwe. Specjaliści zajmujący się cyberbezpieczeństwem (biorący udział w międzynarodowych konkursach informatycznych) zostali zatrudnieni przez Serwis Pojazdów Szynowych Mieczkowski, gdy część Impulsów należących do Kolei Dolnośląskich zepsuła się w nietypowy sposób. Po kilku tygodniach analiz okazało się, że w oprogramowaniu pojazdów zawarty był cały system blokad i różne blokady występowały w różnych wersjach oprogramowania. Jednym z warunków unieruchomienia był sam postój przez co najmniej 10 dni, a po aktualizacji oprogramowanie sprawdzało dodatkowo ściśle zdefiniowane obszary. Ujawniono, że obszary wywołujące te blokady, to lokalizacje konkurencji Newagu, w tym stanowiska serwisowe wspomnianego SPS Mieczkowski, zakłady PESA Bydgoszcz, oraz ZNTK Mińsk Mazowiecki. Z kolei w oprogramowaniu EZT Impuls należącego do Polregio odnaleziono kod maszynowy, który po przekroczeniu określonej daty miał unieruchomić pojazd poprzez fałszywe sygnalizowanie przez komputer pokładowy awarii sprężarki. Dodatkowo, komputer innego zbadanego zespołu trakcyjnego zawierał warunek, który nakazywał sygnalizowanie awarii po przejechaniu miliona kilometrów. Grupa badaczy odkryła dwie metody odblokowania pojazdów: jedna to sztuczny reset ustawień programu sterującego, a druga to nietypowe (nieujęte w instrukcji) sekwencje klawiszy i akcji, które można było wykonać, by odblokować pojazd stojący w serwisie. 27 grudnia 2023 roku grupa Dragon Sector zaprezentowała na konferencji 37th Chaos Communication Congress (37C3) w Hamburgu dokładny proces, który doprowadził ich do odkrycia blokad, wraz ze szczegółami ich działania.
Łącznie Dragon Sector wykrył celowe wady w oprogramowaniu 24 spośród 29 sprawdzonych pojazdów Newagu. Dotyczyło to pojazdów eksploatowanych m.in. przez SKM Warszawa, Warszawską Kolej Dojazdową czy Polregio. W sprawę zaangażowany został prezes Urzędu Transportu Kolejowego oraz zespół CERT Polska. Po ujawnieniu sprawy Janusz Cieszyński (były Minister Cyfryzacji) przyznał, że sprawa była znana Radzie Ministrów oraz służbom specjalnym od maja 2023 roku, kiedy to została przedstawiona na kolegium ds. cyberbezpieczeństwa. Wcześniej, od 2022 roku, sprawę znał UOKiK oraz UTK. W październiku 2023 ABW złożyło zawiadomienie do prokuratury w Nowym Sączu „w sprawie dotyczącej oprogramowania do pociągów Impuls”. W grudniu dochodzenie przejęła prokuratura regionalna w Krakowie i prowadzi sprawę o podejrzeniu popełnienia przestępstw z artykułu 269 §1 oraz art. 286 §1 kodeksu karnego. 17 stycznia oraz 27 lutego 2024 roku sprawa była przedmiotem posiedzień Parlamentarnego Zespołu ds. Walki z Wykluczeniem Transportowym, których uczestnikami byli przedstawiciele zespołu Dragon Sector, firmy Newag, przewoźników kolejowych a także posłowie.
12 lutego 2024 do siedziby spółki w Nowym Sączu weszli przedstawiciele prokuratury regionalnej w Krakowie celem zabezpieczenia materiałów objętych dochodzeniem.
Newag nie zgadza się z zarzutami i sam zarzuca grupie Dragon Sector i firmie SPS Mieczkowski naruszenie praw autorskich oraz zhakowanie oprogramowania Impulsów. Skierował sprawę do sądu. Pierwsza rozprawa odbyła się 28 sierpnia 2024. Komentatorzy wskazują, że sprawa może nosić znamiona pozwu typu SLAPP (Strategic Lawsuit Against Public Participation), czyli strategicznym powództwem zmierzającym do stłumienia debaty publicznej.